# 국립인천검역소
국립인천검역소(國立仁川檢疫所, Incheon National Quarantine Station)는 질병관리청 산하 수도권질병대응센터의 소속기관이다. 1966년 1월 7일 발족하였으며, 인천광역시 중구 서해대로 365에 위치하고 있다. 소장은 기술서기관으로 보한다.

## 연혁
- 1949년 12월 10일: 보건부 소속으로 인천해항검역소 설치.
- 1955년 2월 17일: 보건사회부 소속으로 변경.
- 1960년 8월 12일: 국립인천해항검역소로 개편.
- 1966년 1월 7일: 국립인천검역소로 개편.
- 1994년 12월 23일: 보건복지부 소속으로 변경.
- 2002년 5월 13일: 평택지소 개소.
- 2008년 2월 29일: 보건복지가족부 소속으로 변경.
- 2010년 3월 19일: 보건복지부 소속으로 변경.
- 2020년 9월 12일: 질병관리청 산하 수도권질병대응센터 소속으로 변경

## 조직

### 소장
- 검역과[1]

### 소속기관
- 평택지소

## 검역항
- 본부 관할: 인천항, 경인항
- 평택지소 관할: 평택·당진항, 청주국제공항

## 사건·사고 및 논란

### 해운사로부터 금품 수수
2012년 4월 5일 평택해양경찰서는 평택·당진항에 입항하는 화물선과 국제 여객선 검역과 관련, 금품을 받은 혐의(뇌물수수)로 국립인천검역소 평택지소 공무원 A(38·7급), B(34·8급) 등 2명과 이들에게 금품을 제공한 혐의(뇌물공여)로 모 방역업체 사장 C(41)에 대해 구속영장을 신청했다. 공무원 A 등은 평택·당진항에 입항하는 선박에 대한 검역업무를 담당하면서 2010년 3월부터 2011년 11월까지 방역업체 사장 등을 평택시 안중읍 모 룸살롱으로 불러 24차례에 걸쳐 2000여만원 상당의 금품 및 향응을 받은 혐의다. 이들은 접대를 받은 후 외항선박 등에 대한 서류 검사를 부실하게 하거나 위반사항을 고발하지 않는 방법으로 편의를 봐주었고, 특정 업체를 방역업체로 지정하도록 해운회사에 압력을 행사한 것으로 알려졌다.

## 같이 보기
- 경기평택항만공사